# 霍巴特鎮區 (明尼蘇達州奧特泰爾縣)
霍巴特鎮區（英語：Hobart Township）是位於美國明尼蘇達州奧特泰爾縣的一個行政鎮區，於1871年設立。

## 地方資料
霍巴特鎮區的面積為93.08平方千米，當中陸地面積為73.36平方千米，而水域面積為19.72平方千米。根據2020年美國人口普查的數據，當地共有人口798人，而人口密度為每平方千米8.57人。